# Alfred Terquem
Pour les articles homonymes, voir Terquem.
Alfred Terquem, né à Metz le 31 janvier 1831 et mort à Lille le 16 juillet 1887, est un ancien élève de l’École normale supérieure (1849), professeur de physique à la Faculté des sciences de Lille, professeur de physique générale à l’Institut industriel du Nord (École centrale de Lille) et correspondant de l’Académie des sciences.

### Cours
- Benoît Damien et Alfred Terquem, Introduction à la physique expérimentale, Paris, A. Hermann, 1888 (BNF 30297014)

### Recherches
- Étude des vibrations longitudinales des verges prismatiques libres aux deux extrémités. Paris (thèse)
- Sur la préparation du liquide glycérique de Plateau et son emploi pour l’étude des anneaux colorés produits par les lames minces, Extrait des « Mémoires de la Société des sciences, de l’agriculture et des arts de Lille », 3e série, T. XIII, 1873
- Sur un appareil destiné à démontrer la propagation du son dans les gaz, Extrait des Mémoires de la Société des sciences, de l’agriculture et des arts de Lille", 3e série, T. XIII, 1873
- Emploi d’une glace argentée comme chambre claire, Extrait des « Mémoires de la Société des sciences, de l’agriculture et des arts de Lille », 4e série, T. III, 1877
- Recherches sur la théorie des battements, par MM. Terquem et Boussinesq, Extrait des « Mémoires de la Société des sciences, de l’agriculture et des arts de Lille », 4e série, T. II, 1876, Lille : impr. de L. Danel (BNF 31444417)
- Sur la production en projection des courbes de Lissajous à l’aide de diapasons, et expérience de démonstration pour l’interférence des sons, Extrait des « Mémoires de la Société des sciences, de l’agriculture et des arts de Lille », 4e série, T. IV, 1877